# Historia Łasku
Historia miasta Łask – niewiele wiadomo o prehistorycznych dziejach ziemi łaskiej. Najstarsze ślady osadnictwa pochodzą z pobliskiego Orchowa z 1000 p.n.e. Na terenie Łasku archeolodzy odkryli ślady osadnictwa datowane na epokę brązu, oraz późniejsze, z okresu halsztackiego i okresu lateńskiego.

## Osada i wieś
Łask jako osada powstał w XI w. na obszarze zalewowym Grabi, zgodnie z przeprowadzonymi badaniami archeologicznymi. W wieku XI Łask należał do kasztelanii sieradzkiej, w XIII wieku do księstwa Sieradzkiego. W XIV wieku stał się częścią powiatu szadkowskiego. W XIV w. właścicielem wsi Łask był Jan z Łaska herbu Korab. Przodkowie Jana przybyli tu ze wsi Krowica, położonej na ziemi kaliskiej. Przybrali oni nazwisko od nazwy osady. W połowie XIV wieku w Łasku istniał obronny dwór rodu Łaskich herbu Korab. Pierwsza wzmianka pisana o Łasku pochodzi z 1356 r.

## Prawa miejskie
27 września 1422 r. Jan Łaski otrzymał od króla Władysława Jagiełły prawa miejskie na prawie średzkim oraz prawo do cotygodniowych targów w poniedziałki i corocznego jarmarku 4 października, czyli jarmark św. Franciszka. W 1504 roku król Aleksander nadał miastu przywilej zwalniający z opłat oraz przeniósł jarmark na 29 września (św. Michała). Powstał rynek. Miasto wzięło swój herb od herbu rodu Łaskich, Korabia. W 1424 r. wójtem został Maciej Krówka z Grodźca. Ludzie emigrujący do miasta posiadali wiele umiejętności rzemieślniczych, które rozsławiły miasto na przełomie XV i XVI w. Pierwsze niepewne wzmianki o łaskiej grupie rzemieślników pochodzą z 1424 r., natomiast wzmianki o zawodach, jakie wykonywali, pochodzą dopiero z połowy XV w. W 1456 działał młyn, w 1464 została odnotowana obecność rybaka Wiancha Rybitwowicza, w 1476 roku kowala Mikołaja Góreckiego, w 1504 roku krawca Mikołaja z Łasku, w 1512 r. szewca Marka Miazgi, w 1567 r. Macieja Złotnika, w 1585 roku Jana Miecznika.

## Okres świetności
Wiek XVI to okres świetności miasta. Dzięki staraniom prymasa Jana Łaskiego w latach 1517–1523 wzniesiono okazały, murowany kościół w stylu późnogotyckim. Kościół ten został wzniesiony na miejscu innej świątyni zbudowanej w 1366 r. 6 lutego 1525 r. został konsekrowany pod wezwaniem Niepokalanego Poczęcia Najświętszej Maryi Panny, oraz świętych: Michała Archanioła, Jana Chrzciciela, Anny i św. Doroty. W 1525 r. kościół otrzymał status kolegiaty.
Z Łasku pochodził najwybitniejszy przedstawiciel reformacji w Polsce – Jan Łaski Młodszy. Sprowadził on w okolice Łasku braci polskich, którzy byli najbardziej radykalnym odłamem reformacji w Rzeczypospolitej. Łask przez długi czas cieszył się opinią miasta tolerancyjnego. To właśnie dlatego do Łasku ściągali katolicy, żydzi i wyznawcy prawosławia.

## Początki upadku
W XVII i XVIII w. znaczenie miasta zmalało. Prawdopodobnie przez wojny prowadzone w tamtych latach miasto trawiły cztery wielkie pożary. Najpoważniejszy z nich zniszczył w 1749 kolegiatę, którą później odbudowano w stylu barokowym. Ołtarze natomiast zostały ozdobione w stylu rokokowym. W latach 1660–1661 ludność miasta zdziesiątkowała zaraza, która zabiła jedną czwartą ówczesnej populacji Łasku. Katastrofy te spowodowały załamanie się łaskiego rzemiosła i handlu. W 1635 zmarł bezpotomnie ostatni członek rodu Łaskich, Olbracht Łaski.
W 1660 r. miasto stało się własnością Samuela Nadolskiego, którego żona przekazała te ziemie Hieronimowi Wierzbowskiemu. W 1666 r. wzniesiono kościół Świętego Ducha. W czasie oświecenia Łask należał do rodziny Załuskich. Sprzedali oni je w 1798 r. rodzinie Wyganowskich. Po powstaniu kościuszkowskim miasto stało się częścią zaboru pruskiego. W okresie Księstwa Warszawskiego Łask znalazł się pod władzą carskiej Rosji.

## Upadek
W 1821 r. miasto strawił wielki pożar. Spłonęło 88% domów, a także wiele warsztatów pracy. W 1847 wybuchł kolejny pożar, po którym nastąpiła klęska głodu, a następnie epidemia cholery. Wymarła w tym czasie jedna piąta ówczesnych mieszkańców miasta. W 1856 r. wybuchł kolejny pożar, a w 1866 druga epidemia cholery. Mimo tych wszystkich katastrof od 1810 r. ludność miasta wzrastała. Była to w szczególności zasługa Żydów, którzy chronili się tu przed pogromami w głębi Rosji.
W XIX w. ludność miasta brała udział w powstaniach przeciw zaborcom. W 1861 r. miały tu miejsce patriotyczne demonstracje, które doprowadziły do ucieczki ówczesnego burmistrza wraz z kilkoma urzędnikami. Wzrastał udział ludności pochodzenia żydowskiego. W 1859 r. stanowili ponad 70% ludności miasta.

## Pierwsza połowa XX wieku
W latach 1905–1906 mieszkańcy miasta brali udział w licznych strajkach. Tutejsi mieszkańcy zaczęli wstępować do PPS, lecz w 1907 wielu z nich trafiło do więzienia. W 1904 utworzono w mieście stację kolejową. W 1914 r. Łask znalazł się w niemieckiej strefie okupacyjnej. Miasto nie ucierpiało zbytnio w tamtym czasie, lecz okupanci wywieźli z niego dużo kosztowności. Miasto w owym czasie nawiedzały także choroby i głód.

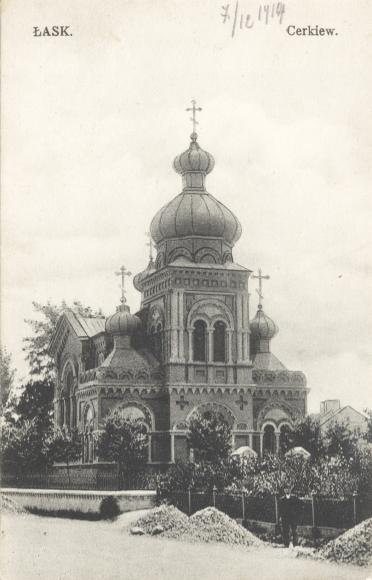
Cerkiew Narodzenia Najświętszej Marii Panny w Łasku, rozebrana w 1936

Po wojnie większość ludności wyznawało rzymski katolicyzm. Ponadto dużą część stanowiło wyznanie mojżeszowe, wyznanie ewangelickie i prawosławie. W strukturze narodowościowej dominowali Polacy i Żydzi. Miasto przeżywało poważne trudności gospodarcze. Wielki kryzys (1929–1933) kompletnie załamał miejską ekonomię. Po kryzysie miasto dosyć szybko odzyskało jednak płynność finansową.
W 1928 ostatni spadkobierca dóbr łaskich, Janusz Szweycer wydzielił ze swojego majątku 120 ha lasu, gdzie powstała dzielnica rekreacyjna Łasku – Kolumna. Dzielnica ta zasłynęła w niedługim czasie jako kurort wypoczynkowy. Powstało tam wiele luksusowych willi. W latach 30. nastąpił rozwój infrastruktury, szkolnictwa i sportu w mieście.

## II wojna światowa
W czasie II wojny światowej miasto zostało włączone w skład Rzeszy Niemieckiej. Po rozpoczęciu okupacji rozpoczęły się prześladowania ludności polskiej i żydowskiej. Zacierano ślady polskości, usunięto wszystkie krzyże i kapliczki. Cmentarz żydowski został zniszczony. Niemcy zamknęli szkoły, zmieniając je na koszary. Do Łasku przesiedlano Niemców ze Wschodniej Europy. Konfiskowano polskie i żydowskie sklepy i zakłady, oddawane Niemcom za symboliczne opłaty. Przejęto banki, rachunki Polaków i Żydów zostały skonfiskowane. Rozpoczęły się aresztowania i wysiedlenia. Trzech księży zostało wysłanych do Dachau, wysiedlano Polaków do GG oraz na roboty do Niemiec i Austrii. W połowie 1940 r. Niemcy utworzyli Getto. Nie było ogrodzone, ale za opuszczenie groziła kara śmierci. Do łaskiego getta przesiedlano Żydów z innych miast i wsi. W 1942 r. Niemcy zlikwidowali getto, wymordowali chorych w szpitalu, kilkaset osób przeniesiono do getta w Łodzi, a pozostałych wywieziono do Obozu zagłady. Wg danych niemieckich podczas wojny usunięto z Łasku całą ludność Żydowską (ponad 3100 osób) oraz około 1100 Polaków, sprowadzając na ich miejsce 1200 Niemców.

## Druga połowa XX w.
Po wojnie miasto szybko otrząsnęło się z tragedii. W 1945 r. uruchomiono kino Bałtyk. W latach 60. i 70. nastąpiło szybkie uprzemysłowienie miasta. Powstały takie zakłady jak Wólczanka, Łaskie Fabryki Mebli, Silikaty czy Montoprzem. W tych latach rozbudowano również sieć szkół. Powstała Szkoła Podstawowa w Kolumnie (w 1961), Liceum Ogólnokształcące (w 1964), Zasadnicza Szkoła Zawodowa i Technikum Ekonomiczne.
Rozwój nastąpił również w dziedzinie kultury. W 1956 r. powstał Łaski Dom Kultury, a w 1969 Garnizonowy Klub Wojskowy. Od 1987 funkcjonuje Miejsko–Gminna Biblioteka Publiczna oraz Ośrodek Sportu i Rekreacji.
20 lipca 1968 roku na pl. Wolności został odsłonięty pomnik Wdzięczności upamiętniający poległych żołnierzy polskich z września 1939 roku i czerwonoarmistów poległych w styczniu 1945 roku.
W 1973 r. do miasta została przyłączona dzielnica Kolumna. Po 1989 r. rozwinął się prywatny sektor przemysłowy. Powstały takie firmy jak Kastor, Instalplast, Teresa Kopias czy Celpol. Mimo rozwoju przemysłu w mieście utrzymywała się wysoka stopa bezrobocia. W latach osiemdziesiątych wybudowano osiedle Przylesie, w którym znajduje się kryta pływalnia.